# Amur–Jakutsk-järnvägen

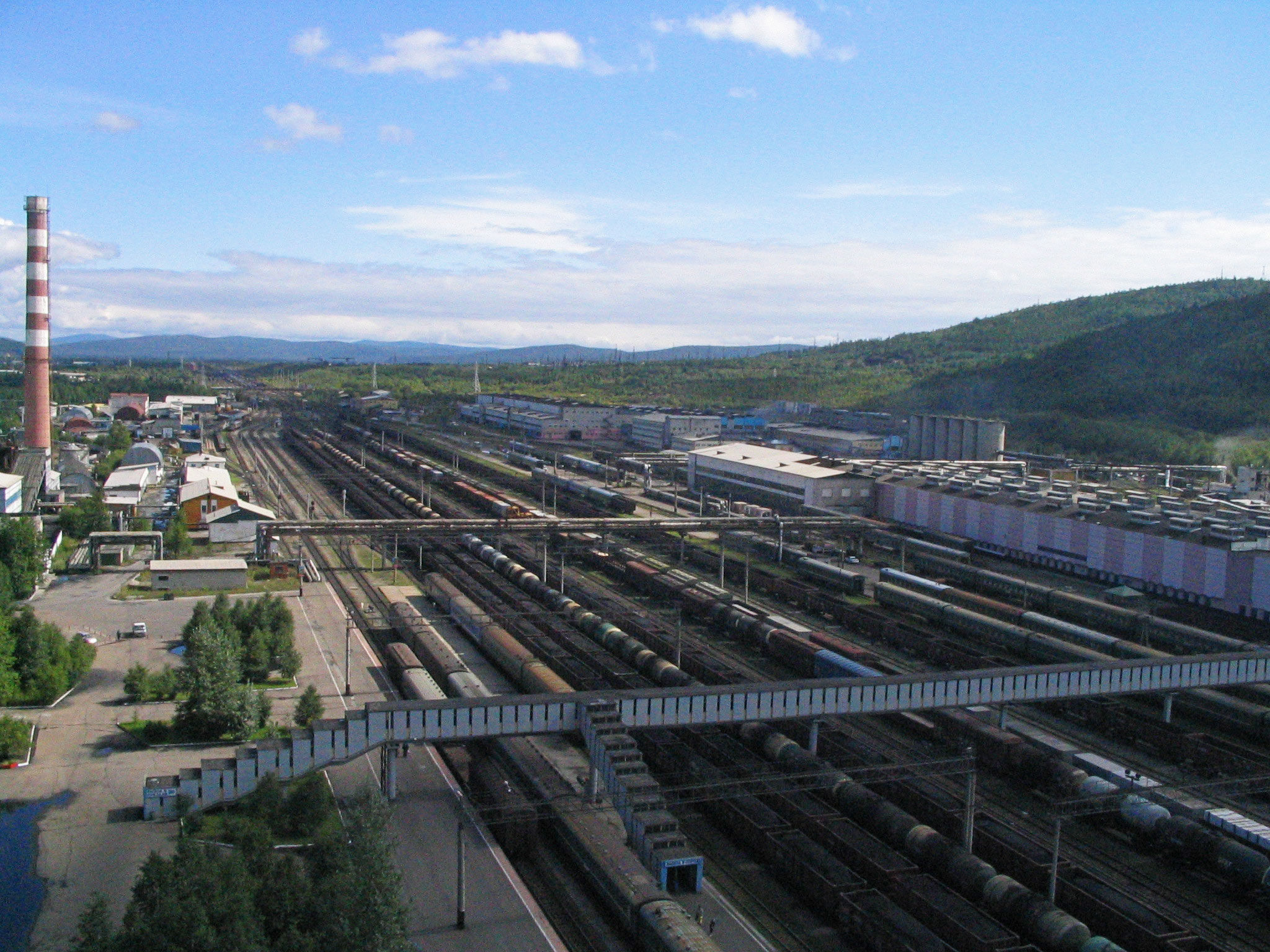
Tynda station

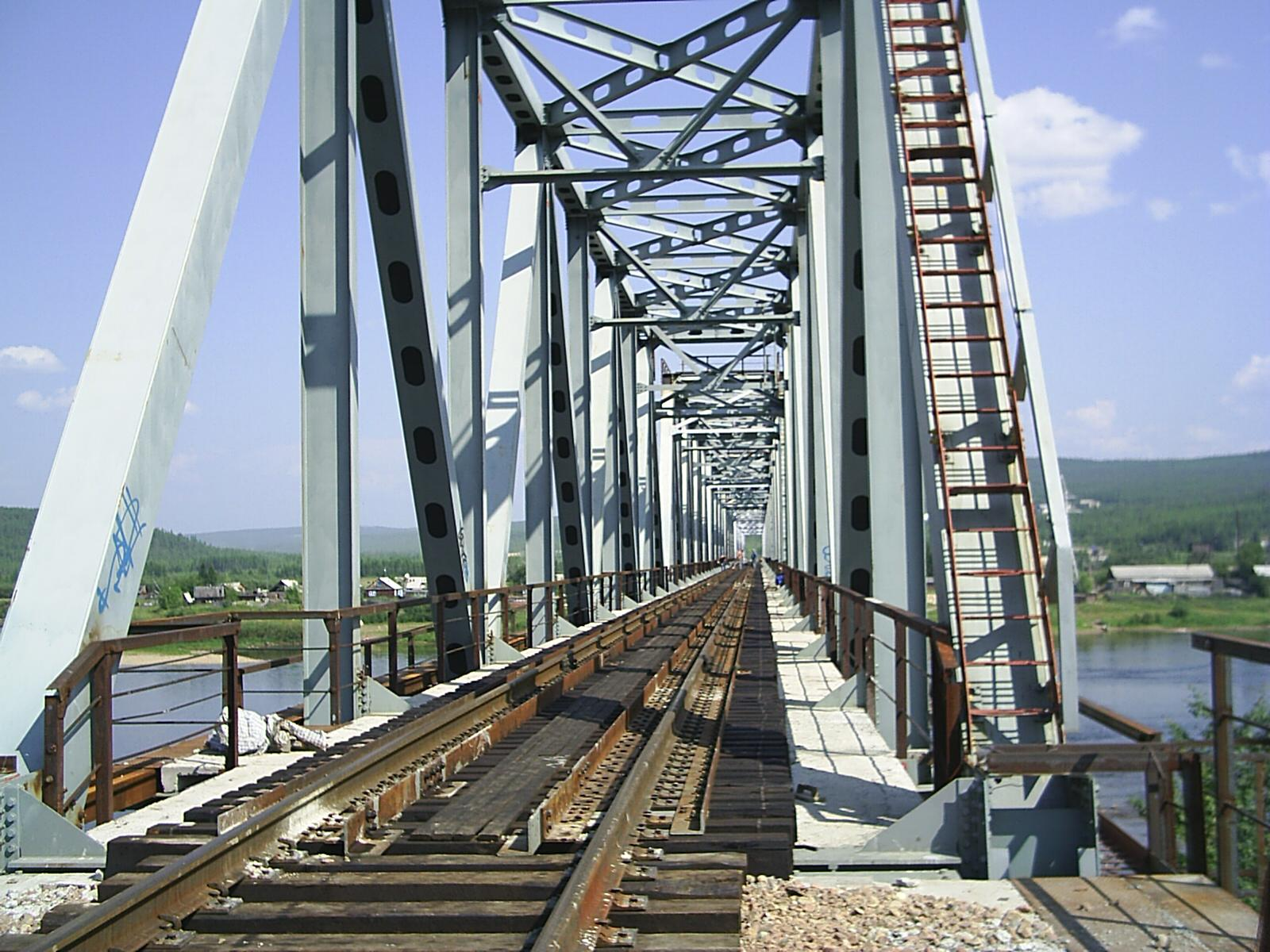
Bro över floden Aldan vid Tommot

Amur–Jakutsk-järnvägen (ryska: Амуро-Якутская магистраль, Amur-Jakutsk magistral) är en järnväg i Ryssland, mellan Bajkal-Amur vid Transsibiriska järnvägen och Nizjnij Bestjach nära Jakutsk i nordöstra Sibirien. Från och med 2023 är längden på Amur-Yakutsk Mainline 1 215 km. Den 27 juli 2019 öppnade järnvägsstationen Nizjnij Bestjach för passagerare.
Den påbörjades cirka 1930. Den 179 km långa delen mellan Bamovskaja och Tynda, blev färdig 1935, men lades ned och revs upp 1941 då material behövdes i kriget. Sträckan återuppbyggdes 1972–1977. Efter 1977 har bygget fortsatt norrut i etapper. År 2010 öppnades sträckan till Kjordem vid floden Lena, och hösten 2013 blev järnvägen klar till Nizjnij Bestjach som ligger tvärs över floden vid Jakutsk.
Det finns planer på en bro eller en tunnel över floden ett stycke söder om Jakutsk, så att staden Jakutsk nås. Men det blir ett svårt bygge då Lena har tjock is och extrema vårfloder där tjocka isflak kommer drivande. Floden blir upp till 10 km bred under vårfloden. Idag kan floden under vårfloden inte korsas annat än med helikopter, på sommaren med båt och på vintern med väg på isen. Ett broprojekt med en vägbro påbörjades 2020, där första bropelaren installerades i oktober 2024.